# Atari POKEY

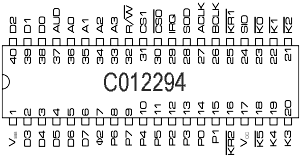
Atari Pokey pin-out

Atari POKEY är ett digitalt chip som hanterar in- och utenheter samt ljud på många av Ataris hemdatorer och arkadspel skapade på 1980-talet. Namnet kommer från POtentiometer and KEYboard.
POKEY är mest känd för det ljud den skapar. Uppbyggnaden gjorde det möjligt att ha polyfoniskt ljud upp till fyra kanaler.

## Ljudspecifikationer
- 4 oberoende ljudkanaler
- Ljudkanaler kan slås ihop som:
  - Fyra 8-bitkanaler
  - Två 16-bitkanaler
  - En 16-bitkanal och två 8-bitkanaler
- Högpassfilter
- Kanaloberoende ljudvolymförändringar
- Valbart mellan vågformstypen fyrkantsvåg med variabel pulsmodulation och distorsion